# Buffel APC
Pour les articles homonymes, voir Buffel.
Le Buffel est un véhicule blindé de transport de troupes conçu et fabriqué en Afrique du Sud dans les années 1970. Il est l’un des premiers véhicules à disposer d’une coque en V permettant dissiper les effets de l’explosion des mines, ce qui en fait l’un des plus anciens ancêtres des véhicules de la catégorie des MRAP.

## Historique
À partir de la fin des années 1960, l’Afrique du Sud est impliquée dans un long conflit autour de la possession du Sud-Ouest africain. L’armée sud-africaine (SADF) y est principalement opposée à l’organisation du peuple du Sud-Ouest africain (SWAPO), un groupe utilisant des techniques de guérilla appuyé par Cuba et l’Union soviétique et dont les bases arrières se situent en Angola. Un des principaux mode d’action des combattants du SWAPO consiste à s’infiltrer à travers la frontière pour piéger les pistes avec des mines anti-personnelles ou antichar. Certaines de ces mines, notamment la mine antichar soviétique TM-46 présentent un grand danger pour les véhicules, motivant la recherche de moyens d’en réduire l’effet. 
Pour se protéger les soldats sud-africains, qui utilisent alors essentiellement des Land-Rover et des Unimog non blindés, improvisent d’abord des solutions à l’efficacité limitée, comme placer des sacs de sable sur le plancher de leurs véhicules. Des solutions plus efficaces sont ensuite mis en place au travers du programme Barber, ajoutant un blindage au plancher des Unimog, puis du projet Bosvark, qui dispose ces plaques en V et rempli les pneus d’eau afin de dévier et absorber les effets d’une explosion venant du dessous. S’y ajoute un premier véhicule spécialement conçu pour être résistant aux mines, le Hippo. Ces améliorations sont pour la plupart issue des travaux de Vernon Joynt, qui dirige le programme de protection contre les mines du Council for Scientific and Industrial Research (CSIR).
La poursuite des travaux du CSIR en partenariat avec la SADF aboutit finalement à la mise en production du Buffel en 1978. Dans le même temps, le partenariat du CSIR avec la police sud-africaine aboutit au Casspir.

## Histoire opérationnelle
Le Buffel commence sa carrière dans la SADF en 1978. Il sert alors dans le Sud-Ouest africain et en Angola lors de la guerre de la frontière sud-africaine. Il est notamment utilisé par le 32e bataillon The Buffalo Soldiers. Les Buffel sont utilisées en association avec des Eland, des Ratel et des hélicoptères dans le cadre d’une tactique basée sur la vitesse et la puissance de feu : lorsque des combattants du SWAPO sont repérés, ils sont poursuivis à grande vitesse à travers la brousse puis, une fois rattrapés, soumis à un feu intense laissant peu de possibilités de riposte. Afin de maximiser cet effet, les Buffel emportent souvent davantage d’armement que leur dotation prévue.

## Caractéristiques
Le Buffel est construit à partir du châssis Mercedes-Benz Unimog U416-162, dont il reprend tout l’ensemble propulsif, notamment le moteur Diesel Mercedes-Benz OM-352 et la transmission intégrale. Une caisse blindée dont la partie inférieure est en forme de V est montée sur le châssis. Le profil en V permet de dissiper les effets de l’explosion d’une mine vers le haut et l’extérieur. De même, la caisse est montée assez haute pour réduire l’efficacité d’une telle explosion et faciliter les évolutions dans la brousse, au prix toutefois d’importants mouvements pouvant rendre malade les occupants. Enfin, l’intégration des réservoirs d’eau et de carburant à la coque permet également d’atténuer les effets d’une explosion venant de sous le véhicule,.
Le conducteur est installé dans une petite cabine située à gauche du moteur, tandis que les passagers prennent place dans un bac à l’arrière. Ceux-ci prennent place sur des sièges résistants aux explosions et munis de harnais, afin de leur éviter d’être projetés contre les parois ou à l’extérieur du véhicule lorsque celui-ci est soulevé par l’explosion d’une mine. Le compartiment passagers est en effet ouvert sur le dessus, ce qui les rend plus vulnérables aux attaques venant du dessus et les expose au risque d’être heurtés par des branches basses en zone boisée. Cette disposition élimine néanmoins le problème de la ventilation et atténue un peu les effets d’une pénétration de charge creuse. Les parois latérales du compartiment sont montées sur charnières et peuvent s’ouvrir pour faciliter la descente, ce qui n’élimine toutefois pas totalement le risque de blessure lors de la descente du fait de la hauteur du véhicule,.
Du fait de toutes ces disposition, le Buffel présente une très bonne résistance aux explosions. Ainsi, le passage sur une mine antichar de type TM-46 n’occasionne généralement que des dégâts légers, le véhicule pouvant même parfois poursuivre sa route. Le blindage en acier assure également une protection contre les projectiles d’armes légères et les éclats de faible ou moyenne vélocité. l’armement standard est de deux mitrailleuses de 7,62 mm FN MAG ou Browning M1919, mais il n’est pas rare de voir également des mitrailleuses M2 de 12,7 mm ou KPV de 14,5 mm, voire même dans quelques cas des canons de 20 mm Hispano-Suiza HS-404 prélevés sur les chasseurs DH.115 Vampire,.  

### Données techniques
| Modèle                     | Buffel                             |
| -------------------------- | ---------------------------------- |
| Équipage                   | 1 (+10 passagers)                  |
| Longueur hors-tout         | 5,1 m                              |
| Largeur hors tout          | 2,05 m                             |
| Hauteur                    | 2,995 m                            |
| Masse                      | 6 140 kg                           |
| Motorisation               | moteur Diesel Mercedes-Benz OM-352 |
| Puissance brute            | 125 hp à 2 800 tr/min (93 kW)      |
| Vitesse maximale sur route | 96 km/h                            |
| Autonomie sur route        | 1 000 km                           |
| Blindage                   |                                    |
| Armement                   | 2 mitrailleuses de 7,62 mm         |